# 2012-es Copa Colsanitas
A 2012-es Copa Colsanitas női tenisztornát a kolumbiai Bogotában rendezték meg 2012. február 13. és 19. között. A torna International kategóriájú volt, összdíjazása 220 000 dollárt tett ki. A mérkőzéseket szabadtéri salakos pályákon játszották, 2012-ben huszadik alkalommal. A főtáblán harminckettő, a selejtezőben huszonöt játékos lépett pályára. A páros versenyen tizenhat pár indult el.

## Győztesek
Egyéniben a spanyol Lara Arruabarrena Vecino szerezte meg a győzelmet, aki a versenyt megelőzően csupán a 174. helyén állt a világranglistán. A fináléban a hozzá hasonlóan első egyéni WTA-döntőjét vívó orosz Alekszandra Panovát múlta felül 6–2, 7–5-re.
A párosok küzdelmét az első kiemelt Eva Birnerová–Alekszandra Panova-kettős nyerte meg, miután a döntőben 6–2, 6–2-re legyőzték a Mandy Minella–Stefanie Vögele-duót. Panova a második WTA-címét szerezte meg párosban, míg Birnerová a harmadikat.

## Döntők

### Egyéni
Lara Arruabarrena Vecino –  Alekszandra Panova 6–2, 7–5

### Páros
Eva Birnerová /  Alekszandra Panova –  Mandy Minella /  Stefanie Vögele 6–2, 6–2

## Világranglistapontok
| Eredmény           | Egyéni | Páros |
| ------------------ | ------ | ----- |
| Győzelem           | 280    | 280   |
| Döntő              | 200    | 200   |
| Elődöntő           | 130    | 130   |
| Negyeddöntő        | 70     | 70    |
| 16 között          | 30     | 1     |
| 32 között          | 1      | –     |
| Főtáblára jutás    | 16     | –     |
| Selejtező (döntő)  | 10     | –     |
| Selejtező (2. kör) | 6      | –     |
| Selejtező (1. kör) | 1      | –     |

## Pénzdíjazás
A torna összdíjazása a többi International versenyhez hasonlóan 220 000 amerikai dollár volt. Az egyéni bajnok 37 000 dollárt, a győztes páros együttesen 11 000 dollárt kapott.
| Eredmény           | Egyéni   | Páros    |
| ------------------ | -------- | -------- |
| Győzelem           | 37 000 $ | 11 000 $ |
| Döntő              | 19 000 $ | 5750 $   |
| Elődöntő           | 10 200 $ | 3100 $   |
| Negyeddöntő        | 5340 $   | 1650 $   |
| 16 között          | 2950 $   | 860 $    |
| 32 között          | 1725 $   | –        |
| Selejtező (döntő)  | 860 $    | –        |
| Selejtező (2. kör) | 460 $    | –        |
| Selejtező (1. kör) | 265 $    | –        |